# Cascades (Burkina Faso)
Cascades is een bestuurlijke regio van Burkina Faso. De regio ligt in het uiterste zuidwesten van het land. Daar grenst ze aan de buurlanden Mali in het westen en Ivoorkust in het zuiden. In het noorden heeft Cascades een grens met de regio Hauts-Bassins en in het oosten met Sud-Ouest. De regionale hoofdstad is Banfora.
Cascades werd op 2 juli 2001 gecreëerd en is na Centre en Hauts-Bassins de meest geïndustrialiseerde regio van het land. De regio werd genoemd naar de Cascades de Karfiguéla (Watervallen van Karfiguéla) die zich erin bevinden.

## Provincies
Cascades is onderverdeeld in twee provincies:
- Comoé
- Léraba

Deze zijn op hun beurt verder onderverdeeld in zeventien departementen.
Boucle du Mouhoun · Cascades · Centre · Centre-Est · Centre-Nord · Centre-Ouest · Centre-Sud · Est · Hauts-Bassins · Nord · Plateau-Central · Sahel · Sud-Ouest